# Валканис, Майкл
Михалис «Майк» Валканис (англ. Mihalis "Michael" Valkanis, греч. Μιχάλης "Μάικλ" Βαλκάνης; род. 23 августа 1974, Мельбурн, Австралия) — австралийский футболист и тренер, на данный момент главный тренер «Брисбен Роар».

## Биография

### Клубная карьера
Валканис начал свою карьеру в клубе «Саут Мельбурн» в возрасте шести лет и прошел путь от талантливого юниора до главной команды. За «Саут Мельбурн» Валканис провел 50 матчей. Его выступления в обороне за клуб принесли ему постоянное место в составе олимпийской Австралия и привлекли внимание зарубежных клубов. Позже Валканис заявит, что его дебют в форме «Саут Мельбурн» стал самым радостным моментом в его футбольной карьере. С клубом «Саут Мельбурн» становился чемпионом регулярного чемпионата НСЛ, обладателем Кубка НСЛ и Кубка Докерти.
Затем Валканис выступал в Греции за «Ираклис», а чуть позднее за клуб «Лариса», в составе которого он провел пять сезонов и 102 матча, позднее выступал за «Айос-Николаос».
В 2002 году вернулся в Австралию, где выступал в ныне несуществующей Национальной футбольной лиге. В первом сезоне А-лиги выступал за «Аделаида Юнайтед».
В середине 2007 года Валканис был назначен капитаном клуба, заменив Анджело Костанцо (который был назначен временно исполняющим обязанности капитана после ухода Росса Алоизи).
В декабре 2008 года Валканис объявил о своем намерении завершить карьеру в конце сезона 2008/09. 9 января 2009 года бывший капитан и ветеран, сыгравший 100 матчей, вышел на поле последний раз в матче против «Ньюкасл Джетс», заменив Дэниела Маллена во втором тайме и помог «Аделаида Юнайтед» одержать победу со счетом 2:0.

### Международная карьера
Дебютный и единственный матч Валканиса за сборную Австралии состоялся 16 августа 2006 года в отборочном матче Кубка Азии против Кувейта на Сиднейский футбольный стадион. На момент своего дебюта он был вторым по возрасту дебютантом сборной Австралии после Томми Станковича, который дебютировал в возрасте 33 лет в товарищеском матче против московского Торпедо. Дебют Дэнни Вуковича позже опустил Валканиса на 3-е место в списке старейших дебютантов сборной.

### Тренерская карьера
После отставки главного тренера «Аделаида Юнайтед» Джона Космины 28 января 2013 года Валканис был назначен исполняющим обязанности главного тренера «Аделаида Юнайтед» до конца сезона. Под руководством Валканиса «Аделаида Юнайтед» смогла завершить регулярный чемпионат на четвертом месте, что позволило ей квалифицироваться в серию плей-офф. Однако клуб был выбит «Брисбен Роар» выбыл в первом раунде. В дальнейшем работал в клубе ассистентом до 2016 года.
В том же году становится ассистентом Джона Ван ’т Схипа в Мельбурн Сити. После отставки Ван ’т Схипа 3 января 2017 года, был назначен главным тренером до конца сезона.
В дальнейшем работал помощником Ван ’т Схипа в 2018 году в «ПЕК Зволле», с 2019 по 2021 год в сборной Греции и в 2023 году в «Аяксе».
В 2022 году он также работал ассистентом, а позднее главным тренером в бельгийском «Эйпене».
В 2023 году был главным тренером «Хапоэль (Тель-Авив)».
8 июля 2024 года клуб «Адана Демирспор» объявил, что Валканис назначен главным тренером на один сезон с опцией продления еще на один год. За первые 6 недель сезона он смог набрать только одно очко. 23 сентября 2024 года клуб объявил, что они расторгли контракт с Валканисом.
После более чем семи лет работы в Европе Валканис вернулся в Австралию, чтобы занять пост главного тренера «Брисбен Роар» в сезоне 2025/26.

## Личная жизнь
Валканис имеет греческое происхождение. Его семья родом из Яницы.

## Достижения
- Победитель регулярного чемпионата Национальной футбольной лиги: (1992/93)
- Победитель Кубка Национальной футбольной лиги: (1995/96)
- Победитель регулярного чемпионата А-Лиги: (2005/06)
- Победитель Кубка Докерти: (1993, 1995)